# مرفق التصميم المتزامن
مرفق التصميم المتزامن هو مركز التقييم الرئيسي لوكالة الفضاء الأوروبية للبعثات الفضائية في المستقبل والاستعراض الصناعي، ويقع في المركز الأوروبي لأبحاث وتكنولوجيا الفضاء، والمركز التقني لوكالة الفضاء الأوروبية في نوردفايك في هولندا. بدأ تشغيله منذ أوائل عام 2000. يستخدم نظام إدارة المعلومات بمنهجية الهندسة المتزامنة لإجراء دراسات مهمة وسريعة ورخيصة. وهي مجهزة بشبكة حديثة من الحواسيب وأجهزة الوسائط المتعددة وأدوات البرمجيات، تتيح لفريق الخبراء إجراء دراسات تصميمية أثناء جلسات العمل.